# Nikolaikirken
Nikolaikirken var en norsk kyrka, som låg strax väster om Clemenskirken i södra delen av Medeltidsstaden i Oslo. Den låg där Smålensbanen drogs, strax nordost om Lokomotivverkstedet i Middelalderparken, men det finns inte längre några ruiner kvar efter järnvägsbyggandet. 
Kyrkan var vigd till Nikolaus av Myra. Det äldsta omnämnandet av Nikolaikirken är i Soga om Håkon Håkonsson från 1240, i berättelser om strider om Oslo. Kyrkan omtalas också i ett brev från 1297, som också berättar att området Bekkelia utanför stan ingick i Nikolaikyrkans församling.
Det finns inga detaljer kända om kyrkans utseende, till exempel om den hade torn, men det antas att den var liten. Den var rektangulär, med kor i samma bredd som skeppet, och den var orienterad i öst-väst och inte i förhållande till den tidens stadsgator. 
Det gjordes arkeologiska utgrävningar 1877–1878 under ledning av Peter Andreas Blix inför anläggandet av Smålensbanen. Däremot har man inte funnit rester efter kyrkan vid senare års arkeologiska undersökningar, med undantag vid utgrävningar för Follobanen 2014, då ett hundratal gravar från medeltiden hittades.
Det antas att Nikolaikirken hade en församling, och att den inkluderade områden utanför stadens gränser. Detta var en tidig ordning, vilket skulle innebära att en kyrka på Nikolaikirkens plats borde ha etablerats senast under tidigt 1100-tal. 
Kyrkan låg sannolikt i ruiner mot slutet av 1500-talet.